# Scardamia chalcospilata
Scardamia chalcospilata är en fjärilsart som beskrevs av Walker 1862. Scardamia chalcospilata ingår i släktet Scardamia och familjen mätare. Inga underarter finns listade.